# Romania ai Giochi della XXV Olimpiade
La Romania partecipò ai Giochi della XXV Olimpiade, svoltisi a Barcellona, Spagna, dal 25 luglio al 9 agosto 1992, con una delegazione di 172 atleti impegnati in diciotto discipline.